# Capela de Nossa Senhora da Conceição (Trafaria)
A Capela de Nossa Senhora da Conceição é um edifício enorme, de de r/c e um piso, mais próprio de uma Igreja e dedicado a Nossa Senhora da Conceição.
Esta ermida foi edificada em 1751 pelo Padre José Duarte da Silva, Beneficiado da Patriarcal de Lisboa, que aqui tinha uma quinta com casas nobres, horta e pomar, terras de pão e vinhas, a qual era foreira ao Morgado instituído na Caparica por Gaspar da Rua Magriço que, por não ter descendência, deixou os seus bens de Murfacém e Trafaria aos seus sobrinhos Diogo Ribeiro Cirne, deputado da Mesa da Consciência e das Ordens e Lourenço Peixoto Cirne, cujo irmão Domingos Ribeiro Cirne terá vinculado às suas casas na Costa do Castelo, em Lisboa, fazendo surgir o chamado Morgadio da Caparica e da Costa do Castelo.

## História
Os Peixoto Cirne tinham uma quinta em Murfacém com uma capela dedicada a Nossa Senhora dos Remédios ou da Ajuda, que aparece como oratório ca. 1545, contudo esta não tem nenhuma ligação a esta Capela de Nossa Senhora da Conceição, que foi edificada de raiz na primeira metade do séc. XVIII na antiga Quinta da Trafaria (ou da Ladeira) dos Peixoto Cirne.
Embora não se saiba a localização exacta do Solar dos Magriços, este situava-se em Murfacém, no alto, e não nestas terras e quinta de Trafaria, hoje ruínas aterradas. Um dos Magriços, D. Álvaro Gonçalves Coutinho, foi celebrizado por Luis de Camões como um dos doze cavaleiros que se deslocaram a Inglaterra para defender a honra feminina.
Esta Capela não teve boa sorte, começou por sofrer um incêndio em 1835 e as suas imagens mais tarde passaram para a Igreja de S. Pedro, Igreja Matriz da Trafaria.
Em finais de 1800 estava na posse da família Zagallo e Mello, que vendeu a Mariana Ribeiro Danino, casada com um engenheiro Inglês que tinha vindo de Gibraltar, para trabalhar nas Minas de S. Domingos, próximo de Mértola. Curiosamente em festas religiosas, a procissão ainda sai do local onde se situa a Capela. Posteriormente passou a armazém, vacaria, voltando novamente a armazém.
Quando se fizeram reparações, apareceram algumas moedas, Patacas. Está projetado pelo Município de Almada, aquele local vir a ser reabilitado, uma vez que se situa no centro histórico.E bem o merece, para mais está contíguo a uma zona verde, protegida, que se debruça sobre o Rio Tejo.